# 2-形式
在线性代数中，2-形式（two-form）是双线性形式的另一种叫法，特别是用于非正式讨论中，或者有时暗示这个双线性形式是斜对称的。
在微分几何中，一个2-形式表示 2 阶微分形式。换句话说，一个 2-形式是一个秩 2 斜对称共变张量场。 
对一个给定的向量空间，2-形式的空间由基 1-形式的楔积生成。
参见微分形式。